# Paşaköy, Saruhanlı
Paşaköy là một thị trấn thuộc huyện Saruhanlı, tỉnh Manisa, Thổ Nhĩ Kỳ. Dân số thời điểm năm 2011 là 1.861 người.